# جرالد شونمن
جرالد شونمن (انگلیسی: Gerald Scheunemann؛ زادهٔ ۱ اکتبر ۱۹۶۰) بازیکن فوتبال اهل آلمان است.